# Campionati del mondo a squadre di marcia 2022
I Campionati del mondo a squadre di marcia 2022 (2022 World Athletics Race Walking Team Championships) si sono svolti a Mascate, in Oman, nei giorni 4 e 5 marzo. La marcia 35 km ha sostituito la marcia 50 km sia al maschile che al femminile.

## Medagliati

### Uomini
| Specialità                    | Oro                                                                    | Prestazione | Argento                                              | Prestazione | Bronzo                                                     | Prestazione |
| 20 km                         | Toshikazu Yamanishi                                                    | 1h22'52"    | Kōki Ikeda                                           | 1h23'29"    | Samuel Gathimba                                            | 1h23'52"    |
| 35 km                         | Perseus Karlström                                                      | 2h36'14"    | Álvaro Martín                                        | 2h36'54"    | Miguel Ángel López                                         | 2h37'27"    |
| 10 km juniores                | Wang Hongren                                                           | 44'06"      | Diego Giampaolo                                      | 44'14"      | Zeng Yu                                                    | 44'14"      |
| Gara a squadre 20 km          | Ecuador Brian Daniel Pintado Jordy Rafael Jiménez Arrobo David Hurtado | 25 pt.      | Giappone Toshikazu YamanishiKōki Ikeda Motofumi Suwa | 26 pt.      | Cina Li Yandong Niu Wenchao Xu Hao                         | 45 pt.      |
| Gara a squadre 35 km          | Spagna Álvaro Martín Miguel Ángel López Marc Tur                       | 16 pt.      | Cina Lu Ning Zhaxi Yangben Wang Zhenhao              | 29 pt.      | Germania Karl Junghannß Christopher Linke Nathaniel Seiler | 48 pt.      |
| Gara a squadre juniores 10 km | Cina Wang Hongren Zeng Yu                                              | 4 pt.       | Italia Diego Giampaolo Nicola Lomuscio               | 10 pt.      | Spagna Pablo Pastor Óscar Martínez Rodríguez               | 13 pt.      |

### Donne
| Specialità                    | Oro                                               | Prestazione | Argento                                                               | Prestazione | Bronzo                                   | Prestazione |
| 20 km                         | Ma Zhenxia                                        | 1h30'22"    | Yang Jiayu                                                            | 1h31'54"    | Kimberly García                          | 1h32'27"    |
| 35 km                         | Glenda Morejón                                    | 2h48'33"    | Li Maocuo                                                             | 2h50'26"    | Katarzyna Zdziebło                       | 2h51'48"    |
| 10 km juniores                | Jiang Yunyan                                      | 47'48"      | Jiang Jinyan                                                          | 48'03"      | Heta Veikkola                            | 48'11"      |
| Gara a squadre 20 km          | Cina Ma Zhenxia Yang Jiayu Yang Liujing           | 10 pt.      | Grecia Antigónī Ntrismpiōtī Kiriaki Filtisakou Christina Papadopoulou | 30 pt.      | India Ravina Bhawna Jat Munita Prajapati | 61 pt.      |
| Gara a squadre 35 km          | Ecuador Glenda Morejón Paola Pérez Magaly Bonilla | 12 pt.      | Spagna Laura García-Caro Raquel González Maria Juárez                 | 28 pt.      | Cina Li Maocuo Faying Ma Xueying Bai     | 29 pt.      |
| Gara a squadre juniores 10 km | Cina Jiang Yunyan Jinyan Jiang                    | 6 pt.       | Australia Olivia Sandery Allanah Pitcher                              | 12 pt.      | Spagna Eva Rico Rufas Lucia Redondo      | 20 pt.      |